# Leucania albistigma
Leucania albistigma là một loài bướm đêm trong họ Noctuidae.